# Транспорт в Норвегия
Транспортът в Норвегия е силно повлиян от ниската гъстота на населението, тясната форма и дългата брегова ивица. Норвегия има стари традиции по отношение на водния транспорт, но автомобилният, железопътният и въздушният транспорт са нараснали през 20 век. Поради ниската гъстота на населението общественият транспорт е по-малко изграден в селските райони на Норвегия, но във и около градовете той е добре развит.